# 土石流危険渓流
土石流危険渓流（どせきりゅうきけんけいりゅう）とは、日本の旧建設省が1966年の建設省砂防課長通達（昭和41年10月14日）に基づき、都道府県が概ね5年毎に実施していた調査によって指定していた土石流の被害のおそれのある箇所。
平成15年現在で183,863の渓流が土石流危険渓流に指定されていた。
土砂災害警戒区域等における土砂災害防止対策の推進に関する法律（土砂災害防止法）の施行により「土砂災害警戒区域」や「土砂災害特別警戒区域」の調査と指定に移行した自治体もある（目的、調査方法、法的制限に違いがある）。

## 区分
土石流危険渓流は、以下のように3つのレベルに区分される。なお、各区分の指定数はすべて平成15年現在の値である。
土石流危険渓流I
渓流周辺の保全対象として、人家5戸以上、および、病院や福祉施設、駅、官公舎などの重要施設を有する渓流・・・・89,518渓流
土石流危険渓流II
渓流周辺の保全対象として、人家1〜4戸を有する渓流・・・・73,390渓流
土石流危険渓流III
人家等はないが、今後新規の住宅立地等が見込まれる渓流・・・・20,955渓流